# Breakaway (álbum de Kelly Clarkson)
Breakaway es el segundo álbum de la cantante estadounidense Kelly Clarkson. Editado un año después de su primer y exitoso álbum Thankful (2003), específicamente, el 30 de noviembre de 2004 en el sello RCA. Breakaway se caracteriza por ser un álbum pop rock con elementos de rock y soul, desviándose del sonido R&b de Thankful. A pesar del éxito comercial de su primer álbum, la crítica musical siguió encasillando a la artista como una ganadora de American Idol que estaba intentando establecer una atracción comercial sobre sí misma. Por esta razón fue convencida por Clive Davis para que en su segundo álbum trabajara con Dr Luke y Max Martin en Estocolmo, y con Moody y Hodges en Los Ángeles, modificando su tendencia al pop rock. Además de reemplazar a su primer mánager Simon Fuller por Kwatinetz, trabajó con las siguientes personalidades como productores: Clive Davis, Dr. Luke, Max Martin, Avril Lavigne, Kara DioGuardi, Ben Moody y David Hodges; los dos últimos, antiguos miembros de la banda de rock americana Evanescence. 
Debutó en tercer lugar en el Billboard 200 con más de 250 000 copias vendidas. Después de pasar 61 semanas consecutivas en el top 20 de la categoría Billboard 200, descendió a la posición número veinticuatro. Es el cuarto álbum en la historia que ha pasado más de un año seguido en el top veinte. El álbum pasó 103 semanas en el Billboard 200. En febrero del 2007 entró en la que sería la última semana que el álbum sería candidato para entrar al Billboard 200 u otra lista de éxitos. Según Nielsen SoundScan, hasta marzo de 2013, el álbum vendió 6 279 000 copias en los Estados Unidos, donde fue certificado seis veces platino.Los primeros cuatro sencillos del álbum llegaron al top 10 del Billboard Hot 100 de los Estados Unidos. Dentro de estos, el tercer sencillo logró llegar a la cima del Hot 100, mientras que el quinto solo alcanzó la 12.ª posición. Actualmente los cinco sencillos se han traducido en más de 4,75 millones de descargas en los Estados Unidos.
En los Premios Grammy del 2006, Breakaway ganó el premio para la categoría "Mejor Álbum Pop" y el premio para el sencillo Since U Been Gone, que ganó en la categoría "Mejor Interpretación Pop Femenina".
En Australia, fue el segundo álbum más vendido de 2005. Sus ventas superaron las 450 000 copias ese mismo año. Además recibió seis discos de platino por la Asociación Australiana de la Industria Discográfica. En 2005 fue el octavo álbum más vendido en el Reino Unido con más 950 000 copias; y otras 501 000 vendidas en 2006.
Los sencillos de Breakaway, Since U Been Gone, Behind These Hazel Eyes, Because of You, Walk Away, y Breakaway se convirtieron en éxitos en todo el mundo y se han convertido en algunas de las canciones de la firma de Clarkson. Breakaway estableció a Clarkson como uno de los cuatro actos de mayor venta de Sony BMG en la década del 2000, e hizo a Clive Davis, Dr. Lucas y Max Martin productores prominentes del pop. Internacionalmente, el álbum encabezó las listas musicales de Irlanda y los Países Bajos y se convirtió en la séptima versión más vendida del mundo de 2005, siendo finalmente el platino certificado en más de 17 países. Para apoyar Breakaway, Clarkson se embarcó en tres giras de conciertos internacionales de 2005 a 2006: el Breakaway World Tour, Hazel Eyes Tour, y el Tour Addicted.

## Composición

### Estilo e inspiraciones
Queriendo alejarse de la música R&B DE Thankful que describió como un escaparate de la versatilidad, ella reveló que el éxito de Thankful "me faculta al paso más en el rock, el paso más en el ambiente conmovedor". Ella describió la música del segundo álbum como "como el primer CD en el sentido de que es versátil, pero es más en el rock, es más en las raíces soul, y es sólo un poco más profundo, por lo que es muy bueno." Dr. Lucas reveló en una entrevista que la música alternativa y la música indie eran inspiraciones para "Since U Been Gone", diciendo: "Ese fue un movimiento consciente de Max y yo, porque estábamos escuchando música alternativa e indie y hablando de una canción-I No recuerdo lo que era. Le dije: '¡Ah, me encanta esta canción,' y Max estaba como, 'Si ellos acaba de escribir un coro pop maldito en él!' Lo estaba volviendo loco, porque esa canción indie era una especie de sobre seis, pasando a siete, pasando a ocho, el coro viene ... y vuelve a bajar a cinco. Se volvía loco. Y cuando dijo eso, era como, bombilla. '¿Por qué no hacemos eso, sino que ponemos un gran coro en él?' Funcionó. "Canciones como" Behind These Hazel Eyes "y" Because of You ", también se inspiraron en sus experiencias de la vida real, la ex de su relación con un exnovio y el segundo sobre su experiencia tras el divorcio de sus padres.

### Canciones
Clarkson escribió seis canciones del álbum. Breakaway "se incluyó como apertura y título de la pista del álbum. Ella lo describió como una canción sencilla y, además explicó:" Creo que es la simplicidad de lo que es hermoso en ello. Siempre que los escritores o productores vienen a trabajar conmigo, que aprovechan el hecho de que pueda realmente llevarse a cabo.Lo bueno de 'Breakaway' es que no toma ventaja de eso. La canción sólo utiliza la simplicidad de mi voz. He hecho la música country, he hecho pop, he hecho góspel... todas mis canciones tienen sonidos diferentes. Pero esta canción era diferente de todo lo que he hecho; la gente ni siquiera sabía que era yo! "Escrito por Martin y Dr. Luke, Clarkson describe la segunda pista" Since U Been Gone ", ya que" no es tan "suave", como el pop o el R & B. Es muy emocional. Vocalmente, puede ser mucho más difícil, pero es muy divertido para interpretarla en vivo". Escrita por Clarkson, Dr. Luke, y Martin, el tercer tema" Behind These Hazel Eyes ", fue la última canción que se grabó para el álbum . dijo, "Escribí 'Behind The Hazel Eyes' sobre mi último novio. Es la última canción que escribí para el álbum.La cuarta pista," Because of You ", fue pensado originalmente para Thankful. Clarkson escribió un borrador de la canción después de una charla nocturna con un amigo que tenía dificultades con su familia, con Moody y Hodges proporcionar escritura adicional. "Gone", la quinta pista, fue escrito por Kara DioGuardi y John Shanks. Clarkson admite que no puede relacionarse a fondo en la canción, sin embargo, sintió que debería ser oída. La sexta canción "Addicted, fue escrito por Clarkson, Moody, y Hodges. Clarkson reveló que la canción fue inspirada por las canciones que aparecen en el álbum debut de Evanescence Fallen (2003). Ella comentó: "Yo quería trabajar en ellos con alguien tan apasionado de la música como yo. Y luego escuché ese disco de Evanescence ... me encantó su récord a causa de la pasión detrás de él. 
Clarkson coescribió la séptima pista,"Where is your heart" con DioGuardi y Chantal Kreviazuk. Ella reveló que también era de su novio, Hodges, a quien describió como "querer conseguir realmente en nuestra relación, y yo sólo pensaba, '¿Dónde estás en nuestra relación?'" "Walk Away", la pista ocho, era también escrito por los tres, con la escritura adicional por Raine Maida. Clarkson lo describió como "una de las canciones más brillantes" en Breakaway, y dijo que "es muy contundente y directa. Ya he terminado con usted, usted me está trastornando. '"DioGuardi y Shanks coescribió la novena canción "you found me". Clarkson reveló: "Cuando grabé ésta, en realidad estaba en un buen lugar con un chico. Era muy apropiado en el momento que lo grabé." DioGuardi también había coescrito el décimo pista "I Hate Myself para perder You ", con Jimmy Harry y Shep Solomon. Clarkson describe la canción como "deprimente", pero se sentía que podría ser utilizado como un dispositivo de presagio. Explicó "Leí algo que dijo Sting en una entrevista, habló sobre cómo la gran cosa acerca de la escritura es que es una cosa emocional y terapéutico y se puede llegar a cabo." La pista undécimo, "Hear Me", fue escrito por Clarkson, DioGuardi y Clif Magness. Clarkson explicó la canción: "Es casi como una oración a Dios. No he conocido a la persona a la que voy a pasar el resto de mi vida contigo, pero la canción es una oración a Dios por eso. Eso es lo que la canción es. "Dios, estoy listo para 'el!'" La pista duodécimo y el cierre es una grabación en vivo de "Beautiful Disaster", originario de Thankful. Clarkson admitió que odiaba la versión de la canción de Thankful, y pensó que la producción estaba distrayendo de la letra. Así que decidió grabar una versión balada de piano en su lugar.

## Lanzamiento
Breakaway fue lanzado por primera vez en América del Norte el 30 de noviembre de 2004 por RCA Records, 19 Recordings y S Records, después de una afluencia de comunicados por los concursantes de American Idol Aiken, Ruben Studdard y Barrino. El columnista del New York Times, Jeff Leeds, señaló que la liberación podría beneficiarse de una temporada de vacaciones, pero "también podría obstaculizar sus esfuerzos para establecerse como la grabación de artistas con personalidades distintivas y la legitimidad necesaria para las carreras largas." Davis reiteró que la liberación era la intención de alejarse de sus lazos de American Idol, diciendo: "No estoy interesado en la mera venta de recuerdos".El álbum fue titulado Breakaway para capitalizar el éxito de los The Princess Diaries 2: Royal Engagement banda sonora única "Breakaway", que también fue reeditado como definitiva single. Inmediatamente antes del álbum Clarkson dejó 19 Gestión, desestimó Fuller como su mánager, y rápidamente contrató los servicios de gestión de Jeff Kwatinetz del The Firm, aunque todavía contratado a 19 Recordings. Un plan de promoción fue creado por Clarkson para la liberación de Breakaway. Davis posicionaba que ella sea la máxima prioridad mundial de la RCA, y por recomendación de la firma, retira de American Idol de su biografía. Más bien, Kwatinetz Había reservado para Clarkson para anfiteatros más pequeños para perfeccionar su habilidad de actuación. remarcó "American Idol le dio una gran cantidad de exposición que le permitió saltarse algunos pasos en su desarrollo, y eso es peligroso." Breakaway fue lanzado por primera vez a nivel internacional el 3 de enero de 2005 por el Grupo de Música Bertelsmann (ahora Sony Music Entertainment), y fue lanzado en el Reino Unido el 18 de julio de 2005 por RCA En noviembre de 2005, un CD + DVD edición especial fue puesto lanzado, que contiene bonus tracks adicionales y videos musicales.

### Promoción
Clarkson, junto con Studdard y Barrino, organizó un especial musical de televisión de la Fox Broadcasting Company titulado Kelly, Ruben & Fantasia: Hogar para la Navidad el 25 de noviembre de 2004. En la víspera del lanzamiento de breakaway Clarkson actuó "Since U Been Gone "en el The Tonight Show con Jay Leno. En febrero de 2005, ella apareció en Saturday Night Live para interpretar " Since U Been Gone "y" Breakaway ".En septiembre de 2005, ella apareció en The Oprah Winfrey Show y canto " Breakaway "así como "Because of You" .Clarkson también canto en ceremonias y eventos de premios, actuó "Since U Been Gone" en los Premios MTV Video Music 2005 en el American Airlines Arena y en los Brit Awards 2006 en el Earls Court. Ella canto  "Because of You" en la 48.ª edición de los Grammy anuales en el Staples Center y en los Echo Awards 15 en el Estrel Berlin.

### Giras
De 2005 a 2006, Clarkson se embarcó en tres giras de conciertos para promover Breakaway: The Hazel Eyes tour, The Breakaway world tour y the Addicted tour. The Hazel Eyes tour se llevó a cabo en varios teatros de toda América del Norte, con el concierto en la UCF Arena siendo transmitido en vivo en AOL y AOL radio.El Breakaway World Tour, que tuvo lugar entre el Hazel Eyes Tour, marcado como su primera gira mundial, visitando teatros y estadios a lo largo de Europa y Oceanía. Después regresa a los Estados Unidos, y se embarcó en The Tour Addicted, actuando en varios anfiteatros en toda América del Norte.

## Sencillos
- «Breakaway»

«Breakaway» fue el primer sencillo del álbum para los Estados Unidos y Australia y el quinto sencillo en Europa. La canción apareció originalmente en The Princess 2: Royal Engagement (El Diario de la Princesa 2), y fue coescrita por Avril Lavigne. La canción llegó a la posición número 6 en el Billboard Hot 100, y alcanzó el top 10 en varias listas de éxitos de Billboard (incluyendo veintiún semanas no consecutivas en la lista Billboard Adult Contemporary. En Canadá, llegó a la posición número 3 y logró vender más de 1.000.000 de descargas digitales.
- «Since U Been Gone»

«Since U Been Gone» fue el segundo sencillo del álbum y el primero en Europa. La canción llegó a la posición número 2 en el Billboard Hot 100 y alcanzó la posición número 5 en la lista 2005 Year-End Chart (lista de fin de año 2005). «Since U Been Gone» ha sido el sencillo más exitoso en radio y en términos de ventas: más de 1 700 000 descargas en los Estados Unidos. La canción ha llegado a la posición número 1 en diferentes listas de Billboard y llegó al número 1 en las listas canadienses durante dos semanas. Llegó al número 6 en las listas australianas ARIA en la categoría Top 50 Singles y fue certificado platino sobrepasando las 70 000 ventas. El RIAA (Asociación de la Industria Discográfica de Estados Unidos) certificó la canción al nivel oro vendiendo más de 500 000 tonos para teléfono móvil, vendidos el 14 de junio de 2006. También ha salido en el juego de baile Dance Revolution Supernova, y es una de las canciones más conocidas del juego, juntamente con otros temas como «Funkytown» o «Girls Just Want to Have Fun».
- «Behind These Hazel Eyes»

«Behind These Hazel Eyes» fue el tercer sencillo del álbum en Estados Unidos y el segundo en Europa. Llegó a la sexta posición del Billboard Hot 100. Llegó al número 6 en la lista Top 50 Singles del ARIA y al número 4 en la lista canadiense. Ha vendido más de 1 000 000 de descargas digitales. Tuvo gran éxito en el formato Hot AC, llegando al número 1. «Behind These Hazel Eyes» terminó siendo una de las tres canciones que llegaron al top 5 de la Year-End Pop 100 Chart. Llegó al número 1 en la lista Billboard top 100.
- «Because of You»

«Because of You» fue el cuarto sencillo y el tercero en Europa. La canción debutó en el número 99 del Billboard Hot 100 el 3 de septiembre del 2005, y llegó a la posición número 7 el 10 de noviembre del 2005. Ha vendido más de 1 000 000 de descargas. La canción debutó en la posición número 4 en el Top 50 Singles del ARIA de Australia y fue certificado oro con más de 35 000 ventas. La canción tuvo un éxito excepcional en Canadá, llegando al número 2 y quedándose en el top 20 durante veintisiete semanas consecutivas. Después de un año de su lanzamiento en la radio, la canción todavía estaba en la lista radiofónica de Canadá. El sencillo fue un gran éxito en Suiza, la canción todavía aparecía en las listas hasta agosto de 2007.
- «Walk Away»

«Walk Away» fue el quinto sencillo del álbum y el cuarto en Europa. La canción debutó en el número 97 de Billboard Hot 100 antes de su lanzamiento original que era el 17 de enero del 2006. La siguiente semana la canción debutó en el número 100 en las listas canadienses. La canción llegó a alcanzar el número 12 en el Billboard Hot 100 de Estados Unidos y el número 4 en Canadá. «Walk Away» fue lanzado el 6 de marzo de 2006 en el Reino Unido como el quinto sencillo y llegó al número 23. En Australia el sencillo tuvo un éxito moderado, llegando al número 27. Más de 880 000 descargas han sido vendidas.

## Listado de canciones
| N.º | Título                         | Escritor(es)                                     | Productor(es)               | Duración |  |
| 1.  | «Breakaway»                    | Matthew Gerrard, Bridget Benenate, Avril Lavigne | John Shanks                 | 3:57     |  |
| 2.  | «Since U Been Gone»            | Max Martin, Luke Gottwald                        | Martin, Gottwald            | 3:08     |  |
| 3.  | «Behind These Hazel Eyes»      | Kelly Clarkson, Martin, Gottwald                 | Martin, Gottwald            | 3:18     |  |
| 4.  | «Because of You»               | Clarkson, David Hodges, Ben Moody                | Hodges, Moody               | 3:39     |  |
| 5.  | «Gone»                         | Kara DioGuardi, John Shanks                      | Shanks                      | 3:27     |  |
| 6.  | «Addicted»                     | Clarkson, Hodges, Moody                          | Hodges, Moody               | 3:57     |  |
| 7.  | «Where Is Your Heart»          | Clarkson, DioGuardi, Chantal Kreviazuk           | Raine Maida, Kreviazuk      | 4:39     |  |
| 8.  | «Walk Away»                    | Clarkson, Kreviazuk, Raine Maida, DioGuardi      | Maida, DioGuardi, Kreviazuk | 3:08     |  |
| 9.  | «You Found Me»                 | DioGuardi, Shanks                                | John Shanks                 | 3:39     |  |
| 10. | «I Hate Myself for Losing You» | DioGuardi, Jimmy Harry, Sheppard Solomon         | Clif Magness                | 3:20     |  |
| 11. | «Hear Me»                      | Clarkson, DioGuardi, Magness                     | Magness                     | 3:56     |  |
| 12. | «Beautiful Disaster» (live)    | Matthew Wilder, Rebekah Jordan                   | Toby Francis                | 4:34     |  |

- Australia Bonus Tracks[7]

| Australian Bonus CD |                                                                         |                                                           |          |  |
| N.º                 | Título                                                                  | Escritor(es)                                              | Duración |  |
| 1.                  | «Since U Been Gone» (Jason Nevins Club Mix)                             | Martin, Gottwald                                          | 7:40     |  |
| 2.                  | «Behind These Hazel Eyes» (Joe Bermúdez & Josh Harris Top 40 Radio Mix) | Clarkson, Martin, Gottwald                                | 3:10     |  |
| 3.                  | «Breakaway» (Napster Live)                                              | Gerrard, Benenate, Lavigne                                | 4:21     |  |
| 4.                  | «Because of You» (Live at Rollingstone.com)                             | Clarkson, Hodges, Moody                                   | 3:34     |  |
| 5.                  | «Miss Independent» (AOL Live)                                           | Christina Aguilera, Clarkson, Rhett Lawrence, Matt Morris | 3:41     |  |
| 6.                  | «Hear Me» (AOL Live)                                                    | Clarkson, DioGuardi, Magness                              | 3:56     |  |

- Bonus CD Enhanced[7]

| Bonus CD Enhanced features |                                           |                            |          |  |
| N.º                        | Título                                    | Escritor(es)               | Duración |  |
| 1.                         | «Since U Been Gone» (Video musical)       | Martin, Gottwald           | 3:08     |  |
| 2.                         | «Behind These Hazel Eyes» (Video musical) | Clarkson, Martin, Gottwald | 3:18     |  |
| 3.                         | «Because of You» (Video musical)          | Clarkson, Hodges, Moody    | 3:39     |  |

## Posicionamiento en las listas
| Chart (2004–2006)               | Mejor posición |
| ------------------------------- | -------------- |
| Australian Albums Chart         | 2              |
| Austrian Albums Chart           | 3              |
| Belgian Albums Chart (Flanders) | 3              |
| Belgian Albums Chart (Wallonia) | 31             |
| Canadian Albums Chart           | 6              |
| Danish Albums Chart             | 2              |
| Dutch Albums Chart              | 1              |
| Finnish Albums Chart            | 6              |
| French Albums Chart             | 20             |
| German Albums Chart             | 4              |
| Greek Albums Chart              | 2              |
| Irish Albums Chart              | 1              |
| Italian Album Chart             | 36             |
| Japanese Album Chart            | 40             |
| Malaysian Albums Chart          | 1              |
| Mexican Albums Chart            | 13             |
| New Zealand Albums Chart        | 5              |
| Norwegian Albums Chart          | 8              |
| Portuguese Albums Chart         | 4              |
| Spanish Albums Chart            | 43             |
| Swedish Albums Chart            | 6              |
| Swiss Albums Chart              | 2              |
| UK Albums Chart                 | 3              |
| US Billboard 200                | 3              |

| Chart (2005–2006)               | Posición |
| ------------------------------- | -------- |
| Australian Albums Chart         | 2        |
| Austrian Albums Chart           | 22       |
| Belgian Albums Chart (Flanders) | 10       |
| Belgian Albums Chart (Wallonia) | 99       |
| Danish Albums Chart             | 13       |
| Dutch Albums Chart              | 10       |
| Finnish Albums Chart            | 17       |
| Hungarian Albums Chart          | 67       |
| Mexican Albums Chart            | 33       |
| New Zealand Albums Chart        | 9        |
| Swedish Albums Chart            | 39       |
| Swiss Albums Chart              | 99       |
| UK Albums Chart                 | 8        |
| US Billboard 200                | 3        |

| Chart (2000–2009)       | Posición |
| ----------------------- | -------- |
| Australian Albums Chart | 21       |
| UK Albums Chart         | 59       |
| US Billboard 200        | 29       |